# Gutão
Luiz Gustavo Andreoti Pinto (Jacareí, 16 de novembro de 1994), mais conhecido como Gutão, é um jogador brasileiro de rúgbi. Revelado nas categorias de base do Jacareí Rugby e campeão brasileiro com a equipe paulista na modalidade XV e Sevens. O jogador é o recordista de jogos pelo clube do Vale do Paraíba com 109 atuações. Durante o período em que esteve na base também defendeu a Seleção Brasileira de Sevens.

## Jacarei Rugby
Iniciou a carreira nas categorias de base do Jacarei Rugby. Durante este período, teve passagens pela Seleção Brasileira de Sevens e estreou no time adulto em 2013. Atualmente, Gutão é o recordista de jogos do Jacarei Rugby na modalidade com 15 jogadores. No clube do Vale do Paraiba tem 109 jogos e 30 tries.
Dessa maneira, Gutão esteve presente nos principais títulos do clube, sendo eles os brasileiros de XV e Sevens, conquistados em 2017, as Taças Tupis de 2014 e 2016, e também no Paulista de 7's e na Copa São Paulo 2013.

## Títulos
Jacareí Rugby
- Campeonato Brasileiro: 2017[7]

- Campeonato Brasileiro 7's: 2017[3], 2018[8]
- Taça Tupi: 2014 e 2016
- Paulista 7's: 2015
- Paulista 2ª Divisão: 2013

### Prêmios Individuais
- Prêmio Rômulo Rambaldi - Atleta Destaque Adulto: 2014[9]